# Арагонска равнина
Арагонската равнина е обширна равнина простираща се в североизточната част на Пиренейския полуостров, на територията на Испания.
Разположена е между Пиренеи те на север, Иберийските планини на югозапад и Каталонските планини на изток. Повърхнината ѝ е хълмиста. Дължина от северозапад на югоизток около 300 km, максимална ширина до 120 km. Надморската ѝ височина варира от около 250 m на югоизток до 500 – 700 m в периферните части. По оста на цялата равнина от северозапад на югоизток протича река Ебро, която с множеството си притоци (Арагон, Халон, Гуадалопе, Сегре и др.) я дренира. Климатът е субтропичен, континентален. Годишната сума на валежите варира от 300 до 500 mm. На отделни участъци се е съхранила естествената растителност представена от сухи степи, на места обрасли с гарига и полупустинна растителност. Долината на река Ебро е гъсто заселена, като най-големите селища са градовете Сарагоса, Лерида, Уеска, Тудела.